# Панасов, Алексей Александрович
Алексей Александрович Панасов (9 февраля 1911, дер. Батищево, Дорогобужский уезд, Смоленская губерния, Российская империя — 28 июля 1984, Шокино, Кардымовский район, Смоленская область, СССР) — старший лейтенант СМЕРШ, участник Великой Отечественной войны, во главе поисковой группы первым обнаружил останки покончивших с собой Адольфа Гитлера и Евы Браун.

## Биография
Алексей Панасов родился 9 февраля 1911 года в деревне Батищево (ныне — Сафоновский район Смоленской области). Работал на опытной станции. В августе 1940 года Панасов был призван на службу в Рабоче-крестьянскую Красную Армию. С июля 1941 года — на фронтах Великой Отечественной войны. Воевал в составе разведывательного отдела 3-й ударной армии, позднее командовал взводом контрразведки «СМЕРШ» 79-го стрелкового корпуса 1-го Белорусского фронта. Участвовал в битве за Москву, освобождении Калининской и Великолукской областей, Прибалтики, Польши, боях на территории Германии.
Приказом № 10/н ВС 1-го Белорусского фронта от 21.02.1945 награждён орденом Красной Звезды.
5 мая 1945 года во главе своего взвода Панасов осуществлял поиски на территории Рейхсканцелярии. Именно его солдатам удалось обнаружить тела Адольфа Гитлера и Евы Браун. За его подписью был составлен акт:

Мной, гв. старшим лейтенантом Панасовым Алексеем Александровичем, и рядовыми Чураковым Иваном Дмитриевичем, Олейник Евгением Степановичем и Сероух Ильей Ефремовичем в г. Берлине, в районе рейхсканцелярии Адольфа Гитлера, вблизи мест обнаружения трупов Геббельса и его жены, около личного бомбоубежища Адольфа Гитлера были обнаружены и изъяты два сожженных трупа, один женский, второй мужской. Трупы сильно обгорели, и без каких-либо дополнительных данных опознать невозможно. Трупы находились в воронке от бомбы, в 3-х метрах от входа в гитлеровское убежище, и засыпаны слоем земли.

Приказом № 61/н от 31.05.1945 награждён орденом Отечественной войны II степени.
После окончания войны Панасов был уволен в запас. Проживал и работал на родине. Скончался 28 июля 1984 года, похоронен в деревне Шокино Кардымовского района Смоленской области.
Был награждён орденами Отечественной войны 2-й степени и Красной Звезды, рядом медалей, в том числе За взятие Берлина.